# Coppa di Francia 2018-2019 (calcio femminile)
La Coupe de France féminine de football 2018-2019 è stata la diciottesima edizione della Coppa di Francia riservata alle squadre femminili. La finale si è svolta il 8 maggio 2018 allo Stadio Gaston Petit di Châteauroux, tra l'Olympique Lione e il Lilla, alla sua prima finale di Coppa, conclusa con la vittoria per 3-1 per la prima e la conquista della sua ottava Coppa nella sua storia sportiva.

## Fase regionale
Le squadre appartenenti ai campionati regionali si sfidano per prime in gare ad eliminazione diretta.

## Fase federale

### Primo turno
Alle squadre qualificate nel turno precedente si sono aggiunti i 24 club appartenenti al campionato di Division 2.
Le gare si sono svolte il 25 novembre salvo una gara disputata il 2 dicembre 2018. 
| Squadra 1                   | Risultato       | Squadra 2                     |
| --------------------------- | --------------- | ----------------------------- |
| FC Pfastatt                 | 2 - 3           | ES Guéretoise                 |
| FC Bourgoin-Jallieu         | 1 - 2           | FC Pontcharra Saint-Loup      |
| AS La Sanne Saint-Romain    | 0 - 3           | Orléans                       |
| FC Oberhergheim             | 1 - 5           | CSFA Ambilly                  |
| ES Genas Azieu              | 0 - 4           | Saint-Étienne                 |
| ES Troyes AC                | 1 - 6           | US Saint-Vit                  |
| Grenoble                    | 2 – 1           | Yzeure                        |
| ES Chilly                   | 5 - 0           | Louhans-Cuiseaux FC           |
| US Albi                     | 0 - 4           | AC Avignonnais                |
| Auch Football               | 1 - 3           | Olympique Alès                |
| Le Puy Foot                 | 0 - 4           | Olympique Marsiglia           |
| OGC Nice                    | 3 - 0           | Montauban FC                  |
| AS Lattoises                | 0 – 5           | ASPTT Albi                    |
| AS Mazières UR              | 1 - 1 (2-4 dtr) | Olympique Valence             |
| Bastia                      | 0 - 3           | AS Portet Carrefour Récébédou |
| SC Toulon                   | 1 – 3           | Tolosa                        |
| Chamois niortais            | 2 - 1           | FC Bergot                     |
| Joué-les-Tours FC           | 0 - 8           | La Roche-sur-Yon              |
| JA Mordelles                | 0 - 6           | Saint-Malo                    |
| ASPTT Rennes                | 1 - 5           | Stade brestois                |
| AS Dirinon                  | 0 - 5           | Orvault                       |
| ES Eysines                  | 0 - 2           | Nantes                        |
| ASF Les Verchers            | 0 – 2           | CBOSL Football                |
| Saint-Georges Guyonnière FC | 0 - 2           | CPBB Football                 |
| SC Amiens                   | 0 - 1           | Le Havre                      |
| Hénin-Beaumont              | 0 - 3           | US Boulogne CO                |
| Issy                        | 1 - 0           | Arras                         |
| Valenciennes FC             | 2 - 0           | RC Saint-Denis                |
| Feignies-Aulnoye FC         | 1 - 10          | VGA Saint-Maur                |
| Tours                       | 2 - 3           | Rouen                         |
| Osny FC                     | 0 - 1           | Caen AG                       |
| Cosmo Taverny               | 2 - 2 (4-3 dtr) | AS Beauvais                   |
| Val d'Europe FC             | 2 – 2 (2-3 dtr) | CA Paris                      |
| US Paris XI                 | 1 - 3           | Vaux le Pénil-La Rochette FC  |
| JA Drancy                   | 1 - 10          | Stade Reims                   |
| CA Villers Semeuse          | 1 - 11          | Vendenheim                    |
| Stade auxerrois             | 0 – 2           | AS Musau Strasbourg           |
| Racing Besançon             | 0 - 1           | US Heillecourt                |
| Paris UC                    | 0 - 1           | Metz ESAP                     |
| Nancy                       | 1 – 1 (3-4 dtr) | ASPV Strasbourg               |

### Secondo turno
Nel secondo turno federale si aggiungono alle squadre rimanenti dal turno precedente 12 club del campionato Division 1.
Le partite si sono svolte il 16 dicembre 2018.
| Squadra 1                    | Risultato       | Squadra 2                     |
| ---------------------------- | --------------- | ----------------------------- |
| Tolosa                       | 1 - 1 (5-6 dtr) | ASPTT Albi                    |
| Stade brestois               | 8 - 0           | CBOSL Football                |
| VGA Saint-Maur               | 2 - 4           | Le Havre                      |
| ASPV Strasbourg              | 1 - 1 (3-1 dtr) | Saint-Étienne                 |
| Orléans                      | 1 - 2           | Vendenheim                    |
| AC Avignonnais               | 2 - 1           | Olympique Marsiglia           |
| Olympique d'Alès             | 2 – 6           | Grenoble                      |
| ES Guéretoise                | 0 - 1           | CPBB Football                 |
| Orvault                      | 0 - 7           | La Roche-sur-Yon              |
| CA Paris                     | 2 - 6           | Saint-Malo                    |
| Cosmo Taverny                | 2 - 3           | Metz ESAP                     |
| US Boulogne CO               | 1 - 4           | Issy                          |
| Caen AG                      | 1 – 3           | Stade Reims                   |
| AS Musau Strasbourg          | 0 - 2           | CSFA Ambilly                  |
| FC Pontcharra Saint-Loup     | 1 - 1 (4-5 dtr) | AS Portet Carrefour Récébédou |
| OGC Nice                     | 0 – 0 (1-3 dtr) | Olympique Valence             |
| Nantes                       | 5 - 0           | Chamois niortais              |
| Vaux le Pénil-La Rochette FC | 1 - 0           | US Saint-Vit                  |
| Valenciennes FC              | 2 - 3           | Rouen                         |
| ES Chilly                    | 4 - 0           | US Heillecourt                |

### Sedicesimi di finale
Le fasi ad eliminazione diretta sono contrassegnate dall'entrata in gioco delle 12 squadre che disputano il campionato di Division 1. Il sorteggio si è svolto il 19 dicembre 2018 presso la sede della Federazione francese ed è stato diretto dalla judoka Frédérique Jossinet.. Tutti gli incontri si sono disputati il 6 gennaio 2019.
| Squadra 1                 | Risultato       | Squadra 2                  |
| ------------------------- | --------------- | -------------------------- |
| Digione                   | 11 – 0          | Portet Carrefour Récébédou |
| Vendenheim                | 2 – 2 (3-4 dtr) | ASPV Strasburgo            |
| AC Avignonnais            | 4 – 3           | CSFA Ambilly               |
| Rodez                     | 0 – 6           | Olympique Lione            |
| Chilly                    | 0 – 12          | Grenoble                   |
| Montpellier               | 0 – 1           | Paris FC                   |
| ASPTT Albi                | 1 – 3           | Metz                       |
| Olympique Valence         | 0 – 1           | Metz ESAP                  |
| Issy                      | 0 – 2           | Le Havre                   |
| Bordeaux                  | 0 – 0 (2-4 dtr) | Saint-Malo                 |
| Paris Saint-Germain       | 8 – 0           | CPBB Football              |
| Stade Reims               | 1 – 2           | Soyaux                     |
| Nantes                    | 0 – 3           | Lilla                      |
| Rouen                     | 0 – 4           | Fleury                     |
| Guingamp                  | 5 – 1           | Stade Brestois             |
| Vaux le Pénil-La Rochette | 0 – 5           | La Roche-sur-Yon           |

### Ottavi di finale
Gli incontri si sono disputati domenica 27 gennaio 2019.
| Squadra 1        | Risultato       | Squadra 2           |
| ---------------- | --------------- | ------------------- |
| AC Avignonnais   | 1 – 1 (3-4 dtr) | Grenoble            |
| Soyaux           | 0 – 5           | Olympique Lione     |
| Fleury           | 2 – 0           | Metz                |
| Saint-Malo       | 0 – 2           | Paris FC            |
| Lilla            | 2 – 0           | Metz ESAP           |
| Le Havre         | 0 – 1           | Paris Saint-Germain |
| La Roche-sur-Yon | 3 – 0           | ASPV Strasburgo     |
| Guingamp         | 2 – 5           | Digione             |

### Quarti di finale
Gli incontri si svolsero domenica 10 febbraio 2019.
| Squadra 1        | Risultato       | Squadra 2           |
| ---------------- | --------------- | ------------------- |
| Olympique Lione  | 1 – 0           | Paris Saint-Germain |
| La Roche-sur-Yon | 1 – 2           | Lilla               |
| Digione          | 0 – 0 (4-5 dtr) | Grenoble            |
| Paris FC         | 2 – 0           | Fleury              |

### Semifinali
In semifinale è giunta anche il Grenoble, unica squadra della Division 2. Gli incontri si svolsero domenica 10 marzo 2019.
| Squadra 1 | Risultato | Squadra 2       |
| --------- | --------- | --------------- |
| Grenoble  | 0 – 1     | Olympique Lione |
| Paris FC  | 0 – 3     | Lilla           |

### Finale
| Arbitro: | Maika Vanderstichel |

|                                               |           |          |
| Henry 52’ van de Sanden 53’ Renard 83’ (rig.) | Marcatori | 68’ Sarr |